# Basil Plumley
Basil L. Plumley (Shady Spring, Virgínia de l'Oest, 1 de gener de 1920 – Columbus, Geòrgia, 10 d'octubre de 2012) va ser un sergent major de comandament de l'exèrcit dels Estats Units. Es va fer conegut per les seves accions com a sergent major de primera de l'Exèrcit dels EUA en el Setè de cavalleria, a la batalla de la vall d'Ia Drang (Guerra del Vietnam, 1965). Va morir de càncer el 10 octubre 2012 després d'estar 9 dies hospitalitzat, li sobreviuen la seva filla, Debbie Kimble, una neta i dos besnets.